# Bartolomé Román
Bartolomé Román (Montoro, 1547 – 1647) è stato un pittore spagnolo.

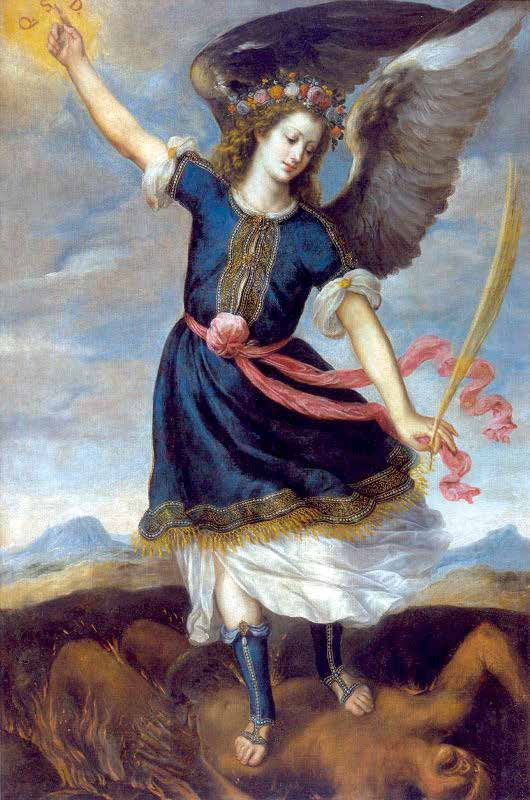
L'Arcangelo Michele (Monastero reale dell'Incarnazione, Madrid)

Nato a Montoro, nei pressi di Cordova, secondo lo storico Antonio Palomino fu allievo di Vincenzo Carduccie si perfezionò con Diego Velázquez.
Dipinse prevalentemente motivi religiosi, sua è una serie di raffigurazioni dei sette arcangeli. La sua opera più celebre è la Parabola delle nozze (1628) conservata al Monastero reale dell'Incarnazione a Madrid.